# Nautanthus bathypelagicus
Nautanthus bathypelagicus är en korallart som beskrevs av Eugène Leloup 1964. Nautanthus bathypelagicus ingår i släktet Nautanthus och familjen Cerianthidae. Inga underarter finns listade i Catalogue of Life.